# 棋子烧饼
棋子烧饼是河北省唐山地区的特产，烧饼的大小和形状都类似于一个象棋的大木头棋子，有时内有肉或其他材料的馅，表面有芝麻。烙烧饼用两个炉，一个在下面生火，另一个在上面吊着，两面同时烙。烧饼小巧，脆香。老字号九美斋的棋子烧饼在该地区最负盛名。